# Luitgarda de Vermandois
Luitgarda de Vermandois (h. 914 – 9 de febrero de 978) fue una noble francesa. Era una condesa de Vermandois por nacimiento y una duquesa consorte de Normandía de su primer matrimonio, y una condesa consorte de Blois por su segundo. Era hija de Herberto II de Vermandois, y Adela, hija de Roberto I de Francia. Se casó primero con Guillermo I de Normandía en 940. Este matrimonio no tuvo hijos. De viuda, siguiendo a la muerte de él en el año 942, se casó con Teobaldo I de Blois en 943.
Tuvieron cuatro hijos de su segundo matrimonio:
- Teobaldo (fallecido en 962)
- Hugo, arzobispo de Bourges (f. 985)
- Odón (f. 996), conde de Blois.
- Emma (f. 1003), se casó con Guillermo IV de Aquitania.